# Карл-Гайнц Фукс
Карл-Гайнц Фукс (нім. Karl-Heinz Fuchs; 18 січня 1915, Гайгер — 10 квітня 1990, Бад-Берлебург) — німецький офіцер-підводник, капітан-лейтенант крігсмаріне, адмірал флотилії бундесмаріне (18 лютого 1970).

## Біографія
5 квітня 1935 року вступив на флот. З січня 1939 року — офіцер з електронних вимірів на лінкорі «Шарнгорст». З серпня 1940 року служив в службі ВМС в Дюнкерку. З жовтня 1940 по травень 1941 року пройшов курс підводника. З 2 серпня 1941 року — 1-й вахтовий офіцер на підводному човні U-154. В червні-серпні 1942 року пройшов курс командира човна. З 16 вересня по 19 грудня 1942 року — командир U-528. З січня 1943 по 8 травня 1945 року — референт з навчальних питань при командувачі підводним флотом.
В 1956 році вступив в бундесмаріне, до 1961 року працював у Федеральному міністерстві оборони в Бонні. З січня 1966 по 1968 рік — начальник штабу. З квітня 1968 по березень 1971 року — начальник відділу 5-го відділу Командного штабу ВМС (кораблі та озброєння, пізніше кораблі, морська авіація та озброєння). На початку 1973 року вийшов у відставку, остання посада — начальник відділу кадрів Командного штабу ВМС.

## Звання
- Кандидат в офіцери (5 квітня 1935)
- Морський кадет (25 вересня 1935)
- Фенріх-цур-зее (1 квітня 1936)
- Оберфенріх-цур-зее (1 січня 1938)
- Лейтенант-цур-зее (1 квітня 1938)
- Оберлейтенант-цур-зее (1 жовтня 1939)
- Капітан-лейтенант (1 серпня 1942)

## Нагороди
- Медаль «За вислугу років у Вермахті» 4-го класу (4 роки)
- Орден «За заслуги перед Федеративною Республікою Німеччина», офіцерський хрест (19 жовтня 1973)